# Айлса Макгаун Кларк
Айлса Макгаун Кларк (англ. Ailsa McGown Clark; 1926–2014) — британський зоолог, спеціалізувалася на вивченні голкошкірих.

## Біографія
Айлса Макгаун Кларк народилася у 1926 році. З 1948 року працює науковою співробітницею на кафедрі зоології в Британському музеї природознавства у секції голкошкірих. У 1953 висунута на посаду старшої наукової співробітниці; у 1958 році призначена головною науковою співробітницею. У 1986 році вийшла на пенсію. Однак вона продовжувала займатися науковою діяльністю, про що свідчать, крім іншого, публікації, опубліковані після 1986 року. Її основний внесок у науку — це ревізії різноманітних груп голкошкірих, які вона зазвичай публікувала у співпраці з іншими дослідниками.

## Епоніми
На честь Айлси Кларк названо два таксони голкошкірих:
- Aslia, Rowe, 1970,
- Ophiothrix ailsae, Tommasi, 1970.[2]